# Cretoxyrhina mantelli
Lo  squalo ginsu  o cretossirina (Cretoxyrhina mantelli Agassiz, 1843) era un grosso squalo preistorico, vissuto nel Cretaceo tra l'Albiano e il Campaniano. Resti della specie sono stati trovati in molte parti d'Europa e negli Stati Uniti (Kansas e Texas). Fu descritto nel 1843 da Louis Agassiz nel monumentale Recherches sur les Poissons fossiles (Ricerche sui Pesci fossili), un trattato di 1.420 pagine.

## Descrizione
Simile all'odierno squalo bianco, questo pesce poteva raggiungere una lunghezza massima di 8,5 metri (per quanto solitamente le dimensioni medie si aggiravano intorno ai 4/5,5 - 7,10 metri) e possedeva un corpo robusto e potente. Al contrario di molti squali fossili, la cretoxirina è conosciuta grazie a diversi scheletri quasi completi. I suoi denti raggiungevano i 5-7 centimetri di lunghezza, erano ricurvi e taglienti (da qui il soprannome "squalo ginsu"), con uno spesso rivestimento di smalto (come gli odierni squali). Questo squalo doveva essere uno dei massimi predatori dei mari del Cretaceo Superiore insieme ai mosasauri: resti fossili di denti di cretossirina sono stati rinvenuti insieme a scheletri del mosasauro Tylosaurus, a dimostrazione del fatto che lo squalo si nutriva dei mosasauri o era con essi in competizione nella ricerca di cibo. Si nutriva anche di Plesiosauri, Xiphactinus, e tartarughe protostegidae.

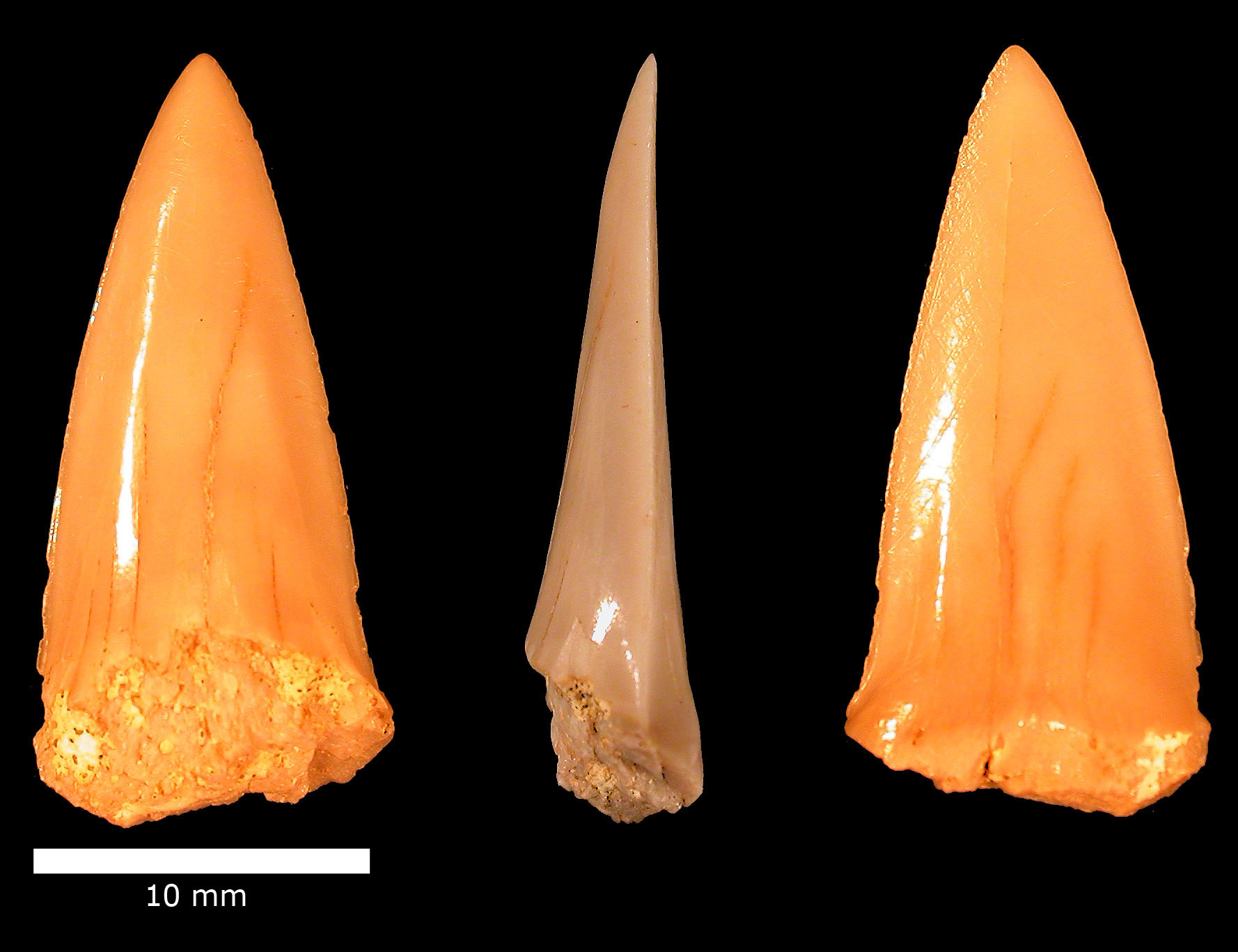
Denti fossili di C. mantelli provenienti da Israele

Nel 1999 fece scalpore la presenza di un esemplare di 6 metri assieme a due pesci Bananogmius ritrovati parzialmente digeriti nel corpo fossilizzato di un Tylosaurus proriger di oltre 14 metri di lunghezza, probabilmente l'ultimo pasto prima del decesso del predatore.
Nonostante le dimensioni quasi doppie di questa specie rispetto all'attuale squalo bianco bisogna comunque tener presente che per i mosasauridi di taglia medio-grande o superiore la Cretoxyrhina rappresentasse una possibile fonte di cibo in caso di competizione diretta, al pari della relazione odierna tra lo Squalo tigre e l'Orca.

## Ritrovamenti
Dopo l'iniziale scoperta del 1843 in Europa, numerosi resti fossili di questa specie sono stati rinvenuti in Kansas, che a quel tempo era ricoperto da un mare poco profondo che si estendeva per tutti gli Stati Uniti centrali. Questi reperti includono anche un esemplare della lunghezza di oltre sei metri.

Kenshu Shimada, un paleontologo nippo-americano, basandosi sui resti ritrovati nel Kansas ritiene che Cretoxyrhina mantelli occupasse nella scala dei predatori di quel tempo il ruolo oggi occupato dallo squalo bianco (Carcharodon carcharias), con cui condivideva la struttura corporale. La morfologia della pinna caudale indica che questo squalo doveva essere in grado di nuotare piuttosto velocemente.

Ricostruzione di Cretoxyrhina mantelli

Numerosi fossili di Cretoxyrhina sono stati ritrovati anche in Italia. Il primo esemplare particolarmente completo (composto da 122 vertebre e da una cinquantina di denti) fu rinvenuto nel 1878 nella cava di Olantreghe (Castellavazzo, Belluno). Successivamente nel giacimento di Monte Loffa, nel comune di Sant'Anna d'Alfaedo (Verona), sono venuti alla luce altri scheletri quasi completi, lunghi oltre 5,5 metri. Uno di questi esemplari, rinvenuto nel 1975, conta di 155 vertebre e di numerosi denti, sparsi nella regione del capo; i denti più grandi sono lunghi circa 6 centimetri. Tali reperti sono conservati presso il Museo Preistorico e Paleontologico di Sant'Anna d'Alfaedo.